# Borbera
Il Borbera (Burbéia o Borbëa in ligure, Borbaja in piemontese) è un grosso torrente del Piemonte lungo 38 km, principale affluente di destra del fiume Scrivia, che scorre interamente nella Provincia di Alessandria nella valle omonima.

## Etimologia del nome
Attestato dal 1183 nelle forme Bolbera, Bolberia, Bulberia, il nome trae forse origine dall'antica parola ligure Bor che significa acqua che scorre o fiume dalla divinità celtica BORMŌ conosciuto con varianti locali come Borvo, Bormānus, Borbanus, ecc... "il gorgogliante" legato alla salute delle acque sorgive e alle fonti termali. Origine che lo accomuna al fiume Bormida e al torrente Borbore sempre in territorio piemontese, alla località termale di Bormio, a Bourbon Les Bains (fonti termali) in alta Marna e varie altre località in Francia.

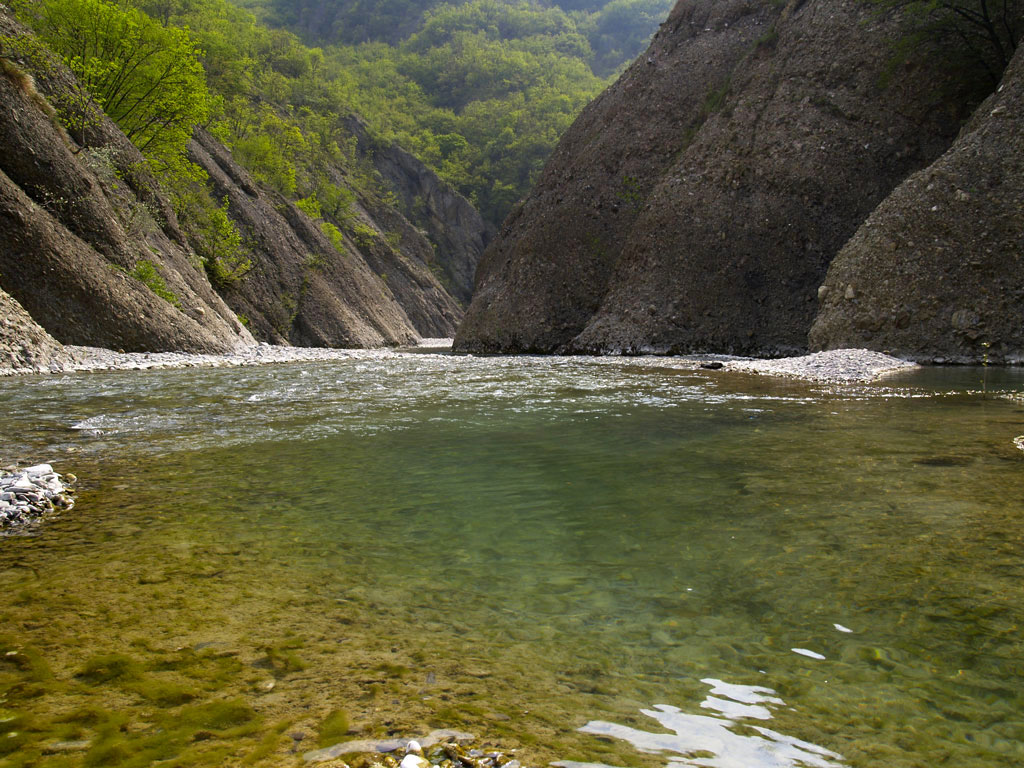
Le Strette del Borbera che dividono alta e bassa valle

## Il corso del torrente
Nasce a circa 1400 m di quota tra il Monte Chiappo e l'Antola, sull'Appennino ligure scorrendo in un alveo a forte pendenza sino a giungere al Ponte delle Baracche dove riceve da sinistra l'Agnellasca, suo primo notevole affluente e in località Ponte delle Bocche, riceve da destra la Cosorella.
Da qui la pendenza si fa meno accentuata e il suo greto ciottoloso si allarga notevolmente raggiungendo in alcuni punti anche i 400–500 m di larghezza.
In questo tratto riceve svariati affluenti a regime stagionale: il torrente Liassa a Cabella Ligure e il torrente Albirola presso il centro di San Martino, entrambi provenienti da destra e da sinistra il Sisola presso Rocchetta Ligure.
Allargando sempre più il proprio letto e incrementando progressivamente la portata lambisce poi l'abitato di Pertuso dove riceve da destra il torrente Besante.
Dopo questa ultima confluenza il suo letto si restringe poi bruscamente perché si appresta ad entrare nelle Strette di Pertuso, un tratto ingolato dove il Borbera scorre impetuoso sotto imponenti muraglioni di conglomerato di Savignone alternando pozze e rapide in successione.
Terminate le gole dopo circa 6 km, il torrente entra poi in una piccola pianura di formazione cenozoica ampliando nuovamente il proprio letto (che in questo tratto raggiunge anche il mezzo km di larghezza) e sfiora l'abitato di Persi.
Più a valle bagna poi i comuni di Borghetto di Borbera e Vignole Borbera, dopodiché confluisce da destra nello Scrivia.

## Regime idrologico
Il regime del Borbera è quello tipico dei corsi d'acqua appenninici, cioè nivo-pluviale con piene particolarmente impetuose e violente nella stagione autunnale (per le piogge) e in tarda primavera (per lo scioglimento delle nevi sull'Appennino) e accentuatissime magre nei periodi estivi.
Nonostante questo il torrente si differenzia da altri corsi d'acqua simili dato che la sua portata d'acqua è perenne lungo tutto la sua asta fluviale.
Proprio per questa sua caratteristica il corso d'acqua è importante anche per il vitale contributo d'acqua che fornisce allo Scrivia in piena estate.
La portata media annua si aggira presso la confluenza con lo Scrivia sui 6.5 m³/s.
Il 23 settembre 1993, a seguito di forti piogge torrenziali, il torrente raggiunse una delle sue massime piene allagando gran parte dei paesi e delle frazioni situate nella sua valle, provocando la distruzione del ponte di legno di Cantalupo Ligure situato alla fine delle Strette. Una piena di minori proporzioni è avvenuta il 26 novembre 2002 ma non ha provocato danni.

## Turismo e natura
La Val Borbera è meta di escursioni e di un consolidato turismo estivo e invernale.
Le gole del fiume chiamate "Le Strette" sono una nota attrattiva anche per i turisti provenienti dalla vicina Liguria: il Borbera infatti è un corso d'acqua ancora incontaminato e in estate è molto frequentato dai bagnanti, mentre nelle stagioni piovose vengono praticati sport fluviali come il rafting e il kayak.

## Storia
Nelle Strette durante la seconda guerra mondiale vi furono feroci scontri tra i partigiani (Repubblica Partigiana dell'Antola) che controllavano l'alta valle e la Repubblica Sociale Italiana con i loro alleati tedeschi che controllavano la bassa valle.